# حمام الانف
حمام الانف (به عربی: حمام الأنف) یک شهر در تونس است که در استان بن عروس واقع شده‌است.

## خصوصیات
حمام الانف ۳۸٬۴۰۱ نفر جمعیت دارد.

## خواهرخوانده
شهرهای گرانبی، کبک و سالسوماجوره ترمه خواهرخوانده‌های حمام الانف هستند.